# Ponera alisana
Ponera alisana är en myrart som beskrevs av Mamoru Terayama 1986. Ponera alisana ingår i släktet Ponera och familjen myror. Inga underarter finns listade i Catalogue of Life.